# Ivachnová
Ivachnová é um município da Eslováquia, situado no distrito de Ružomberok, na região de Žilina. Tem 5,89 km² de área e sua população em 2018 foi estimada em 655 habitantes.

## Demografia
| Ano:        | 1994 | 2004   | 2014   | 2024    |
| ----------- | ---- | ------ | ------ | ------- |
| Broj ljudi: | 475  | 500    | 581    | 760     |
| Razlika:    |      | +5,26% | +16,2% | +30,80% |

| Ano:               | 2023 | 2024   |
| ------------------ | ---- | ------ |
| Número de pessoas: | 728  | 760    |
| Diferença:         |      | +4,39% |